# 튜크스베리구

튜크스베리구의 위치

튜크스베리구(영어: Tewkesbury Borough)는 잉글랜드 글로스터셔주에 위치한 비도시 자치구로 중심 도시는 튜크스베리이며 인구는 85,784명(2014년 기준), 면적은 414.4km2이다.